# Kansspelcommissie
De Kansspelcommissie (KSC) is een overheidsdienst in België, en werd opgericht bij de wet van 7 mei 1999 op de kansspelen, de weddenschappen, de kansspelinrichtingen en de bescherming van de spelers. De KSC is de officiële regulator van de kansspelsector. De voornaamste taak van de KSC is te waken over de kanalisatie naar legale kansspelen, met als primaire doel de spelers/gokkers te beschermen. 
De activiteiten van de Nationale Loterij vallen niet onder de bevoegheid van de commissie.
Om die opdracht uit te voeren
- verstrekt de KSC advies aan de regering en het parlement over alle aangelegenheden die verband houden met de wet van 7 mei 1999 op de kansspelen, de weddenschappen, de kansspelinrichtingen en de bescherming van de spelers;
- kent de KSC de vergunningen toe die nodig zijn voor de exploitatie van kansspelen en weddenschappen en zorgt ze voor een proactief beheer;
- heeft de KSC een controlefunctie met betrekking tot de naleving van de bepalingen van de wet van 7 mei 1999 op de kansspelen, de weddenschappen, de kansspelinrichtingen en de bescherming van de spelers en heeft ze de bevoegdheid om sancties op te leggen (waarschuwing, schorsing of intrekking van vergunningen), met inbegrip van administratieve boetes.[2][3]

De KSC valt onder de Federale Overheidsdienst Justitie.

## Kansspelwet (1999)
De Wet van 7 mei 1999 op de kansspelen, de weddenschappen, de kansspelinrichtingen en de bescherming van de spelers ofwel de Kansspelwet definieert een kansspel als volgt: "Elk spel, waarbij een ingebrachte inzet van om het even welke aard, hetzij het verlies van deze inzet door minstens één der spelers, hetzij een winst van om het even welke aard voor minstens één der spelers, of inrichters van het spel tot gevolg heeft en waarbij het toeval een zelfs bijkomstig element is in het spelverloop, de aanduiding van de winnaar of de bepaling van de winstgrootte".
Volgens deze definitie zijn er dus drie elementen nodig om een spel als een kansspel te kunnen beschouwen: de inzet, de winst of het verlies en, ten slotte, het toeval. De definitie van kansspelen dekt dus een ruime lading.

## Soorten vergunningen
Voor de organisatie van kansspelen of weddenschappen is in België een vergunning nodig van de KSC. De KSC kan zeven types van vergunningen toekennen of weigeren. Vergunningen met een "+" laten de vergunninghouder toe de weddenschappen ook te organiseren via het internet.
| Beschrijving                          | Type vergunning | Aantal eind 2023                                                                                              |
| ------------------------------------- | --------------- | --- |
| Casino's                              | A - A+          | 9 A (telkens inclusief de bijhorende vergunning A+)                                                           |
| Speelautomatenhallen                  | B - B+          | 175 B, 49 B+                                                                                                  |
| Cafés                                 | C               | 4667 |
| Personeel                             | D               | 7428 |
| Fabrikanten, plaatsers en herstellers | E               | 173 |
| Weddenschappen                        | F1 - F2 - F1+   | - Organisatoren: 30 F1, 24 F1+ - Wedkantoren: 467 F2 - Bookmakers: 29 F2 - Dagbladhandels: 1482 - Renbanen: 5 |
| Mediaspelen ("belspel")               | G1 - G2         | De laatste vergunning werd in 2022 stopgezet.                                                                 |

Wanneer een vergunninghouder de Kansspelwet overtreedt kan de KSC een administratieve sanctie opleggen. Dit kan gaan van een waarschuwing, over de schorsing  van de exploitatie van enkele machines voor een bepaalde duur, tot het intrekken van de vergunning. De sanctieprocedure is aan strikte regels onderworpen. De operator wordt verzocht zijn verdediging te voeren, en kan zich hiervoor indien nodig laten bijstaan door een advocaat.
De Kansspelwet is een strafwet. Dit betekent dat overtreders voor sommige overtredingen ook strafrechtelijk kunnen worden vervolgd. Ook kan de KSC geldboetes opleggen wanneer het parket beslist om niet te vervolgen. Hierdoor kunnen niet enkel de vergunninghouders maar ook de spelers op het matje worden geroepen. De geldboetes geven aan de KSC heel wat slagkracht, wat leidt tot een efficiënt toezicht.

## Zwarte lijst
Sinds 2012 publiceert de Kansspelcommissie maandelijks een zwarte lijst met daarop kansspelwebsites die niet toegestaan zijn in België. Internetproviders in België moeten de toegang tot deze websites blokkeren voor bezoekers vanuit België. Op deze manier probeert de KSC het online gokken bij illegale goksites te voorkomen.
Bij klachten over illegale sites (bv. niet-uitbetaling van winst) kan de KSC niets ondernemen, behalve deze site toevoegen aan de lijst van illegale goksites. Klachten over illegale goksites worden niet onderzocht, wel wordt een proces-verbaal opgesteld met het oog op toevoeging aan deze lijst.
Gokken op een illegale goksite is bovendien strafbaar. Spelers kunnen beboet worden met een straf van 26 EUR tot 25.000 EUR (vermenigvuldigd met opdecimen) als ze bewust speelden op een illegale goksite. Voor organisatoren worden deze bedragen vastgelegd op 100 EUR tot 100.000 EUR (vermenigvuldigd met opdecimen).
De zwarte lijst is echter niet exhaustief. Dat betekent dat ook goksites die (nog) niet op deze lijst staan, toch illegaal kunnen zijn.

## Excluded Persons Information System (EPIS)
In België wordt aan jongeren de toegang tot casino's, speelautomatenhallen en weddenschappen ontzegd om hen te beschermen. Casino’s (online en offline) en speelautomatenhallen (online en offline) zijn pas toegankelijk vanaf de leeftijd van 21 jaar. Bij weddenschappen (online en offline) ligt de minimumleeftijd op 18 jaar.
Sinds 2004 beheert de KSC het Excluded Persons Information System (EPIS), een elektronisch systeem dat alle uitgesloten spelers bundelt. Bij het binnengaan van een casino (online en offline) of speelautomatenhal (online en offline), of bij wedkantoren (online en offline) worden verplicht de naam, de voornaam en de geboortedatum van de speler geregistreerd in EPIS om na te gaan of deze mag worden toegelaten. 
- Spelers kunnen zichzelf laten opnemen in EPIS wanneer zij tegen zichzelf beschermd willen worden (in 2023 ging het over bijna 50.000 individuen);
- Ook een belanghebbende derde (bv. de partner) kan een aanvraag tot uitsluiting indienen (930 gevallen in 2023);
- Omwille van de aard van het beroep worden sommige mensen automatisch opgenomen in EPIS (bv. magistraten, notarissen, deurwaarders en leden van de politiediensten). In 2023 waren zo 58.000 mensen uitgesloten van toegang;
- Een voorlopig bewindvoerder kan bij gewone brief een aanvraag indienen om een preventief kansspelverbod te behouden voor een te beschermen persoon, als hij dat nodig vindt (cf. artikel 54 §3.3 van de Kansspelwet). Eind 2023 ging het over 671 individuen.
- Een uitsluiting kan gebeuren op basis van een gerechtelijke beslissing (bv. personen voor wie het verzoek tot collectieve schuldenregeling toelaatbaar werd verklaard).[7] In 2023 ging het over 4191 gevallen.

## Voorzitter
De KSC voert haar taken onafhankelijk uit en wordt voorgezeten door een magistraat. Sinds 2020 is dat mevrouw Magali Clavie. De Voorzitter vormt de KSC samen met vertegenwoordigers van zes ministers (Justitie - Financiën - Economie - Volksgezondheid - Binnenlandse zaken - Nationale Loterij), waarvan telkens 1 Nederlandstalige en 1 Franstalige.